# Армія незалежності Бірми

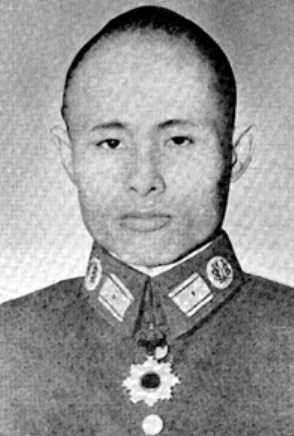
Генерал-майор Аун Сан на посаді міністр оборони, 1943 рік

Армія незалежності Бірми (АНБ)  була колабораціоністською та революційною армією яка боролася за повалення британського панування в Бірмі, вона допомагала Японській імперії у завоюваннях країни в 1942 році під час Другої світової війни. Це була першою постколоніальною армією в історії Бірми. АНБ було сформовано з групи відомої як «Тридцять товаришів» під егідою імператорської армії Японської імперії, після навчання бірманських націоналістів у 1941 році. Спроби АНБ створити уряд під час вторгнення призвели до того, що японські сили розпустили його, а замість нього сформувала меншу «Армію оборони Бірми» (АОБ). Оскільки Японська імперії вела Бірму до номінальної незалежності, АОБ було розширено до «Національної армії Бірми» (НАБ) штату Бірма, яка була маріонеткової держави під керівництвом Ба Мау у 1943 році.
Після проведення таємних переговорів з представниками Британської імперії  протягом 1944 року 27 березня 1945 року НАБ підняла повстання проти Японської імперії. НАБ отримала визнання як союзника армія, від Верховного головнокомандувача Об’єднаних сил лорда Маунтбеттена, який потребував їхньої допомоги проти японських окупаційних сил, що відступають, і для зняття напруги між керівництвом армії та британцями. Як частина Антифашистської ліги народної свободи, НАБ була перейменована на «Патріотичні бірманські сили» (ПБС) під час спільного параду перемоги союзників і бірманців у Рангуні 23 червня 1945 року. Після закінчення війни другої світової війни відбулися  важкі та напружені переговори, на яких було вирішено, що ПБС будуть інтегровані в нову армію Бірми під британським контролем, але багато ветеранів залишаться під старим керівництвом у воєнізованій «Народній організації добровольців» (НОД) у нестабільній ситуації після війни у Бірмі.

## Історія Бірми
Правління Британської імперії на території Бірми почалося в 1824 році, після чого британська влада, постійно посилювали контроль над країною і внесли значні зміни в уряд та економіку Бірми, в порівнянні з Бірмою під час правління династії Конбаунг, яке було раніше. Британська імперія усунула та вигнали короля Бірми Тібо Міна та відокремили уряд Бірми від буддійської Санґга, що мало серйозні наслідки для динаміки бірманського суспільства та було особливо руйнівним для буддійських ченців, які залежали від спонсорства (допомоги) монархів Бірми. Британський окупаційний контроль з часом посилився. Так, у 1885 році відповідно до Закону про колоніальне селище всі бірманці, за винятком буддійських ченців, були зобов’язані передавати британським чиновникам Шікко (привітання дотепер використовувалося лише для важливих старійшин, ченців і Будди). Ці вітання повинні були продемонструвати підпорядкування бірманців та повагу до британського окупаційного правління. Крім того, в законі зазначалося, що села забезпечуватимуть житлом та харчуванням, після прибуття колоніальних військових чи цивільних чиновників. Нарешті для протидії посилення повстань, британці прийняли стратегію «стратегічного хутора», відповідно до якої села спалювалися та викорчовували сім’ї які постачали харчі та підтримували повстанців, а старост цих сіл також відправляючи у нижню Бірму та замінювали їх призначеними особами, яких затверджували самі британці.
Майбутні зміни в Бірмі включали декілька напрямів, встановлення прав власності на землю, сплату податків британській окупаційній адміністрації, записи про народження і смерть, а також запровадження перепису населення, який включав особисту інформацію, включаючи інформацію, що стосується роботи та релігії. Перепис населення був особливо важким для бірманської ідентичності (культури) через різноманітність імен і звичку селян переміщатися між різними сім’ями. Ці традиції дуже відрізнялися від західної культури (європейської культури), і були не сумісні з британським переписом населення. Британці наполягали на західній медицині, проте щеплення були особливо неприємні для корінних жителів Бірми. Ці зміни призвели до більшої недовіри до британців, що своєю чергою призвело до посилення репресій, оскільки вони дізналися про опір бірманців.
Головною проблемою на початку 1900-х років було відчуження землі індійськими (четтіарськими) лихварями, які користувалися важкою економічною ситуацією в селах. У той же час тисячі індійських робітників мігрували на територію Бірми, і через їхню готовність працювати за менші гроші швидко витіснили бірманських фермерів, які замість традиційної фермерської роботи, почали брати участь у злочинах. Усе це, у поєднанні з винятком Бірми з пропозицій Британії щодо обмеженого самоврядування в індійських провінціях (до складу яких в той час входила територія Бірми), призвело до того, що одна з найперших політичних націоналістичних груп, «Генеральна рада бірманських асоціацій», розкололася,від аполітичної «Буддійської асоціації молодих чоловіків». Іноземні товари бойкотувалися, і асоціація створила сільські суди та відкидала британські суди, стверджуючи, що справедливий суд має більше шансів відбутись під контролем бірманців. Студентські протести, підтримані буддійським духовенством, також призвели до створення «Національних шкіл» на знак протесту проти британської колоніальної системи освіти. В результаті британська окупаційна влада ввела обмеження на свободу слова і збільшили чисельність поліції.

### Повстання монаха Хсая
Перше велике організоване збройне повстання проти британців, відбулося між 1930 і 1932 роками та називалося повстанням Хсая. Колишній монах Хсая Сан спровокував повстання, мобілізувавши селян у сільській Бірмі після протестів проти податків й неповаги британців до буддизму.  Бірманська колоніальна армія під британським окупаційним правлінням включала лише декілька меншин, як карен, чин і качин, та ізолювала більшість населення бамарів. Оскільки до збройного повстання приєдналося все більше людей, воно переросло в загальнонаціональне повстання, яке закінчилося лише після того, як очільник повстання Сая Сан був захоплений після двох років від початку повстання. Він та багато інших лідерів повстанців були страчені та ув’язнені після придушення повстання. Повстання Хсая спричинило появу значної організованої антиколоніальної політики в Бірмі протягом 1930-х років.

## Аун Сан і Японська імперія
Аун Сан був студентським активістом який належав до націоналістичного табору, він працював на користь створення (відновлення) незалежної Бірми. Під час навчання в університеті він став впливовим політичним лідером і створив нову платформу для освічених студенті, які сповідували націоналістичну ідеологію, які прагнули створити (відновити) незалежну бірманську державу. У 1938 році він приєднався до радикальної, антиколоніальної партії відомої як «Такінс». Після початку Другої світової війни, партія «Такінс» об'єдналася з «Партією бідних», щоб створити «Блок свободи», який виступав проти співпраці з британськими військовими силами, якщо Бірмі не буде гарантована незалежність відразу після завершення війни, і вони погрожували посилити антибританську і антивоєнна кампанія. Британська окупаційна влада, заперечували (відкидала) вимоги «Блоку свободи», і значна частина його керівництва була ув’язнена до моменту японського вторгнення на територію Бірми в 1942 році. Такіни шукали підтримки в інших місцях і планували налагодити зв'язки з китайськими комуністами. Аун Сан прилетів до Республіки Китай  в 1940 році, маючи намір встановити з ними контакт, щоб обговорити інвестиції в незалежну бірманську армію. У 1940 році військовий інтерес Японської імперії до Південно-Східної Азії зріс, Британська імперія відкрито надавали військову допомогу націоналістичному Китаю, проти якого Японська імперія воювала під час Другої китайсько-японської війни. Зокрема, вони відправляли військові матеріали через щойно відкриту Бірманську дорогу. Полковнику Кейдзі Судзукі, штабному офіцеру генерального штабу імператорської армії Японської імперії, було поставлено завдання розробити стратегію боротьби з Південно-Східною Азією, і він розробив план таємних операцій на території Бірмі. Японська імперія мало знала про Бірму в той час і мали мало контактів всередині цієї країни. Головним японським агентом у цій країні був військово-морський резервіст Кокубу Шозо, який проживав там кілька років і мав контакти з більшістю антибританських політичних груп. Сузукі таємно відвідав Бірму, видаючись за журналіста Йоміурі Сімбун під ім'ям Масуйо Мінамі, у вересні 1940 року, зустрівшись з політичними лідерами Такіном Кодав Хмаінгом і Такіном Міа. Пізніше японці вступили в контакт з Аунг Саном у Китаї, який дістався Амоя, коли його затримав Сузукі. Сузукі та Аун Сан полетіли до столиці Японської імперії, міста Токіо. Після переговорів в генеральному штабі імператорської армії Японської імперії, в лютому 1941 року було вирішено сформувати організацію під назвою «Мінамі Кікан». Дана організація мала підтримувати бірманські групи опору та закривати Бірманський шлях до Китайської республіки. Переслідуючи ці цілі, організація повинна була залучати потенційних борців за незалежність у Бірмі та навчатиме їх на території союзника Японської імперії, а саме Таїланду або на окупованих японцями території Китаю. Аунг Сан та ще 29 інших, майбутні офіцери, та ядро «Армії незалежності Бірми», відомі як «Тридцять товаришів», залишили Бірму в квітні 1941 року і пройшли навчання на острові Хайнань з керівництва, шпигунства, партизанської війни та політичної тактики. Полковник Сузукі взяв бірманське ім’я «Бо Мо Гьо» (Командир Громовержця) за свою роботу з Мінамі Кікан.

## Формування та діяльність Армії незалежності Бірми

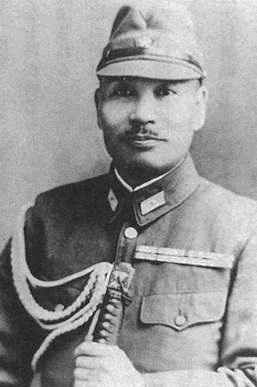
Кейдзі Судзукі — генерал-майор

7 грудня 1941 року Японська імперія напала на США та Британську імперію. 28 грудня на церемонії в Бангкоку було офіційно сформовано (організовано) «Армію незалежності Бірми» (АНБ). Відомі як тридцять товаришів, а також полковник Сузукі витягли кров із їхніх рук, а потім налили в срібну миску та змішали з напоєм, з якого кожен з них пив – так, як у шановані століттями бірманські військові традиції – обіцяючи «вічну лояльність» між собою та у справі незалежності Бірми. Спочатку АНБ налічувала 227 бірманців та 74 японці. Деякі бірманські солдати були жителями другого покоління бірманців народжених на території Таїланду, які не могли говорити бірманською мовою.
Сформований «АНБ» була поділена на шість підрозділів, які були призначені для участі у вторгненні в Бірму в січні 1942 року, спочатку як збирачі розвідувальних даних, диверсантів і фуражирів. Лідером Армії незалежності Бірми був оголошений з Кейдзі Судзукі як головнокомандувач, а Аун Сан був — старшим офіцером штабу. Коли «АНБ» увійшла до Бірми, вона складалася з 2300 чоловіків і була організована таким чином.
Коли японські війська та «АНБ» увійшли до Бірми, «АНБ» здобуло велику підтримку з боку цивільного населення та була підтримана багатьма добровольцями з бірманців. Це призвело до того, що їхня чисельність зросла до такого рівня, що до моменту, коли японські війська досягли Рангуну 8 березня, «АНБ» налічувала 10 000-12 000, а врешті-решт збільшилася до 18 000-23 000 осіб. Проте багато добровольців, які приєдналися до «АНБ», були не офіційно завербовані, а радше чиновниками чи навіть злочинними угрупованнями, які почали називати себе «АНБ» для продовження власної діяльності. Японські війська надали «АНБ» небагато зброї, але вони озброїлися з покинутої або захопленої британської зброї. За допомогою пропагандистської кампанії «АНБ» бірманський народ привітав Сузукі, оскільки поширилася інформація, що «Бо Мо Гьо» (Сузукі) був спадкоємцем принца М’їнгуна, бірманського принца по прямій лінії спадкоємства. Бірманський престол, який був засланий після невдалого повстання в Сайгон, де він помер у 1923 році. Пропаганда, яка стверджувала, що Бо Мо Гьо мав очолити опір для відновлення монархії, незабаром поширилася по всій Бірмі, що допомогло забезпечити формат для бірманських сільських жителів, щоб взяли участь японської допомоги у поваленні британської окупаційної влади.
Протягом усього японського вторгнення зростаюча кількість «АНБ» була залучена до нападів на меншини (зокрема, каренів) і полювала на індійських біженців, які тікали від японських військ. Проте найгірші звірства проти каренів у дельті Іраваді на південь від Рангуну не можуть бути пов’язані з підступниками чи неорганізованими новобранцями, а радше діями підгрупи регулярних «АНБ» та їхніх японських офіцерів. Окремі елементи «АНБ» в Іраваді знищили 400 сіл Карен, кількість загиблих досягла 1800. В одному з випадків, який також був описаний у мемуарах Кьо Зау, одного з тридцяти товаришів, полковник Судзукі особисто наказав «АНБ» знищити два великих села Карен і вбити всіх всередині як акт відплати після того, як один з його офіцерів був убитий під час нападу сил антияпонського опору.

### Битва при Шведаунге
Одна акція в якій «АНБ»» відігравала головну роль була у Шведаунг, поблизу Проме, у Південній Бірмі. 29 березня 1942 року загін британської 7-ї бронетанкової бригади під командуванням бригадира Джона Генрі Анстіса відступав із сусіднього Паунгде. Інший загін з двох індійських батальйонів був відправлений для очищення Шведаунга, який лежав на лінії відступу Анстіс і утримувався 2-м батальйоном японського 215-го полку під командуванням майора Місао Сато та 1300 осіб, які належали до «АНБ» під командуванням Бо Ян Наінга, одного з тридцяти товаришів. Двоє японських офіцерів зв’язку Хіраяма та Ікеда супроводжували «АНБ». Коли сили Анстіса та індійські війська атакували Шведаунг з двох сторін, блокпости незабаром були очищені, але щасливий постріл японської протитанкової гармати збив танк на життєво важливому мосту та змусив британські війська відступити через відкриті поля, де Бо Ян Наінг влаштував їм засідку з 400 чоловіками. Зрештою британські та індійські сили вирвалися на волю і продовжили відступ, втративши десять танків, дві польові гармати та 350 осіб убитими або пораненими. Втрати «АНБ» були важкими; 60 вбитих, 300 поранених, 60 полонених і 350 зниклих безвісти, які дезертували. Хіраяма та Ікеда обидва були вбиті. Більшість втрат «АНБ» стали результатом недосвідченості та нестачі обладнання. Хоча бірманський політичний лідер Ба Мо та інші згодом хвалили участь «АНБ»у битві, офіційна історія Японії ніколи не згадувала про них.

### Напруження між японськими силами та «АНБ»

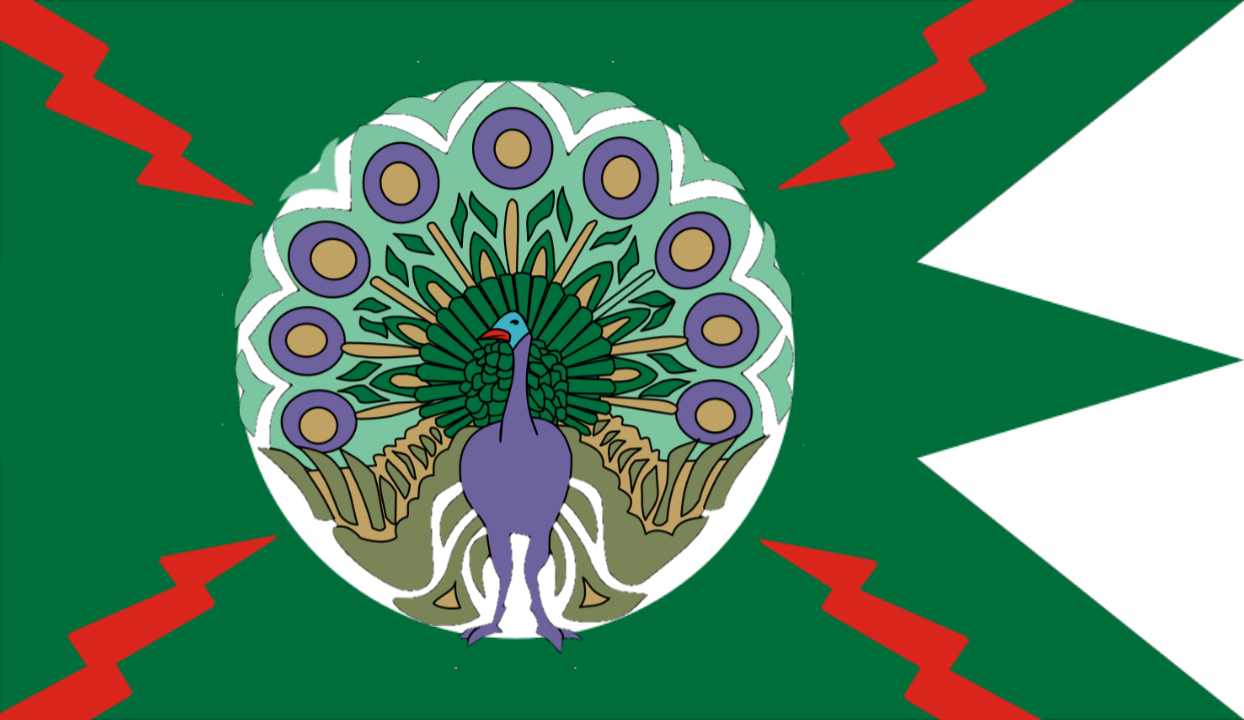
Другий прапор Армії незалежності Бірми «АНБ»

Оскільки військове вторгнення швидко продовжувалося на користь Японської імперії, і все більше і більше території потрапляли до рук імператорської армії Японської імперії, які знехтували угодою про незалежність Бірми.  Оскільки ряди «АНБ» поповнилися тисячами неорганізованої армії та добровольцями, а багато зброї було поширено по всій країні, що призвело до повсюдного хаосу, пограбування та вбивства стали звичайним явищем. Командування японської армії сформувало окупаційну адміністрацію на своїх власних умовах, а командири 15-ї армії почали підривати створення бірманського уряду. Такін Тун Оке був обраний політичним адміністратором і організатором уряду. «АНБ» спробувала сформувати органи місцевого самоврядування в Бірмі. Проте японська 55-а дивізія категорично відмовила бірманським проханням і навіть заборонила їм в'їзд до міста. Багато в «АНБ» вважали, що їх придушення японцями, було засноване на японських уявленнях про їх расову перевагу над іншими. Однак на спроби «АНБ» створити уряд відважився полковник Сузукі, який сказав У Ну, що:
«Незалежність — це не те чого можна отримати, випрошуючи її в інших людей. Ви повинні проголосити це самі. Японці відмовляються його давати? Дуже добре, тоді скажіть їм, що ви переїдете в таке місце, як Тванте, проголосите це і створите свій уряд. Яка в цьому складність? Якщо вони починають стріляти, ви стріляєте у відповідь».
Аунг Сан намагалася заснувати навчальну школу в Бхамо. Його зусилля були надто пізні й перервані Кемпейтай(корпус безпеки Сухопутних військ імператорської армії Японської імперії). Після японського вторгнення в Бірму японський командувач 15-ю армією генерал-лейтенант Шодзіро Ііда відкликав Сузукі до Японської імперії. Замість нього японці створили громадські організації, покликані спрямовувати Бірму до маріонеткової держави. «АНБ» було роззброєно та розформовано 24 липня. Тепер «Армія оборони Бірми» (АОБ), підпорядкована полковнику Аун Сану з Бо Лет Я як начальнику штабу, а також очолювана кількома японськими командирами. У Мінгаладоні була створена школа підготовки офіцерів, і нові сили у 3000 осіб були завербовані і підготовлені японськими інструкторами як батальйони регулярної армії замість партизанських сил у другій половині 1942 року . Після зміни керівництва Аун Сан намагався домогтися того, що він вважав справжньою місією армії, яка являла собою не просто військову групу, що складається з Таккінів, а армію «справжніх патріотів незалежно від політичної віри чи раси та відданих національної незалежності».

## Реорганізація у «Національну армію Бірми»

Прапор Такінса, який зазвичай використовувався АНБ і пізніше прийнятий як прапор штату Бірма (1943-1945)

Після року японської окупації 1 серпня 1943 року новостворена держава Бірма отримала номінальну незалежність від Японської імперії, та стала членом Сфери спільного процвітання Великої Східної Азії. Головою новоствореної держави став доктор Ба Мау, відвертий антиколоніальний політик, який був ув'язнений британської окупаційною владою перед війною. Аун Сан стала міністром оборони при новому політичному режимі з новим званням генерал-майора, а Бо Лет Я — його заступником. У Не Він (який набагато пізніше стане диктатором Бірми після завершення Другої світової війни) став головнокомандувачем розширеної «Національної армії Бірми» (НАБ). Згодом «НАБ» складалася з семи батальйонів піхоти та різноманітних допоміжних підрозділів, чисельність яких зросла приблизно до 11 000-15 000 осіб. Більшість із них складали, етнічна більшість населення бамарів, але був один батальйон, сформований із національної меншини каренів.
Хоча держава Бірма була номінально самоврядною, повноваження держави Бірма щодо здійснення свого суверенітету значною мірою обмежено угодами з Японською імперією під час війни. японська імперська армія зберігала велику присутність і продовжувала діяти свавільно, попри те що Японська імперія більше не має офіційного (де-юре) контролю над державою Бірма. Ці та інші труднощі, а також японські мілітаристські настрої навернули більшість бірманського населення проти японців. Нечутливе ставлення японської армії поширювалося і на «НАБ». Навіть офіцери НАБ були зобов'язані вітати рядових японської армії як своїх начальників. Аун Сан незабаром розчарувалася в японських обіцянках справжньої незалежності та здатності Японської імперії перемогти у війні. Як сказав британський генерал у кампанії в Бірмі Вільям Слім:
«Незадовго до того, як Аун Сан виявив, що те, що він мав на увазі під незалежністю, мало пов’язане з тим, що японці були готові дати,— що він обміняв старого господаря на нескінченно більш тиранічного нового. Як сказав мені одного з його провідних послідовників: «Якщо британці смоктали нашу кров, японці перемолоти наші кістки!» 

## Зміна сторін
Протягом 1944 року «НАБ» встановила контакти з іншими політичними групами в Бірмі, такими як комуністи, які піднялися в гори під час першого японського вторгнення. У серпні 1944 року була створена організація народного фронту під назвою «Антифашистська організація» (АФО), лідером якої був Такін Соу, член-засновник Комуністичної партії Бірми. Через комуністів Аун Сан зрештою зміг встановити контакт з британськими силами 136 в Індії. Початкові контакти завжди були непрямими. Сили 136 також змогли встановити контакти з членами підрозділу Карен «НАБ» в Рангуні за допомогою агентів, скинутих на парашуті в штат Каренні, населений Каренами район на сході Бірми. У грудні 1944 року «АФО» зв'язалася з союзниками, продемонструвавши їх готовність розпочати національне повстання, яке включатиме «НАБ». Британці не відразу вважали ситуацію сприятливою для повстання «НАБ», і між ними виникли внутрішні суперечки щодо підтримки «НАБ»; британці мали застереження щодо відносин з Аун Сан. На відміну від Сили 136, офіцери з цивільних справ лорда Маунтбеттена в Командуванні Південно-Східної Азії (SEAC) хотіли, щоб його судили за воєнні злочини , включаючи справу про вбивство у 1942 року, в якому він особисто стратив цивільного, старосту села Тебюгоне., перед великим натовпом. Пізніше генерал Вільям Слім писав:
«Я прийняв би допомогу [Аунг Сана] і допомогу його армії лише при чіткому розумінні, що це не означає визнання будь-якого тимчасового уряду.... Британський уряд оголосив про свій намір надати Бірмі самоврядування в рамках Британської Співдружності, і нам краще обмежити нашу дискусію кращим методом вигнання японців з країни як наступним кроком до самоврядування» .
Наприкінці березня 1945 року «НАБ» провела військовий парад в Рангуні та вийшла нібито для участі в боях, які тоді вирували в Центральній Бірмі. Натомість 27 березня 1945 року вони відкрито оголосили війну японським силам і підняли повстання по всій території Бірми. Підрозділи «НАБ» були розгорнуті по всій країні під десятьма різними регіональними командуваннями(див. таблицю нижче). Ті, хто знаходиться поблизу британської лінії фронту навколо річки Іраваді, просили озброєння та припаси у підрозділів союзників, які діють у цій області. Вони також захопили контроль над цивільними установами в більшості головних міст країни. Аун Сан та інші згодом почали переговори з Маунтбеттеном і офіційно приєдналися до союзників як «Патріотичні бірманські сили» (ПБС) 23 червня 1945 року. На першому засіданні «ПБС» представила себе британцям як тимчасовий уряд Бірми з Такіном Со як головою і Аун Сан як членом його керівного комітету.
| Регіон | Географія                        | Військовий командир | Політичний радник |
| ------ | -------------------------------- | ------------------- | ----------------- |
| №1     | Проме, Хензада, Тараваді, Інсейн | Аун Сан             | Такін Ба Хейн     |
| №2     | П'япон, східна дельта Іраваді    | Ne Win              | Текін Соу         |
| №3     | Західна дельта Іраваді           | Saw Kya Doe         |                   |
| №4     | Хантавадді, на південь від Тунгу | Kyaw Zaw            | Такін Чіт         |
| № 5    | Тавой – Мергуі                   | Жерстяний Тун       | Такін Ба Тейн Тін |
| №6     | П’їнмана – Мейктіла              | Бо Є Хтут           | Такін Чжо Найн    |
| №7     | Таєт – Мінбу                     | Бо Хму Аунг         | Такін Тін Міа     |
| № 8    | Верхня Бірма                     | Бо Ба Хту           |                   |

## Наслідки

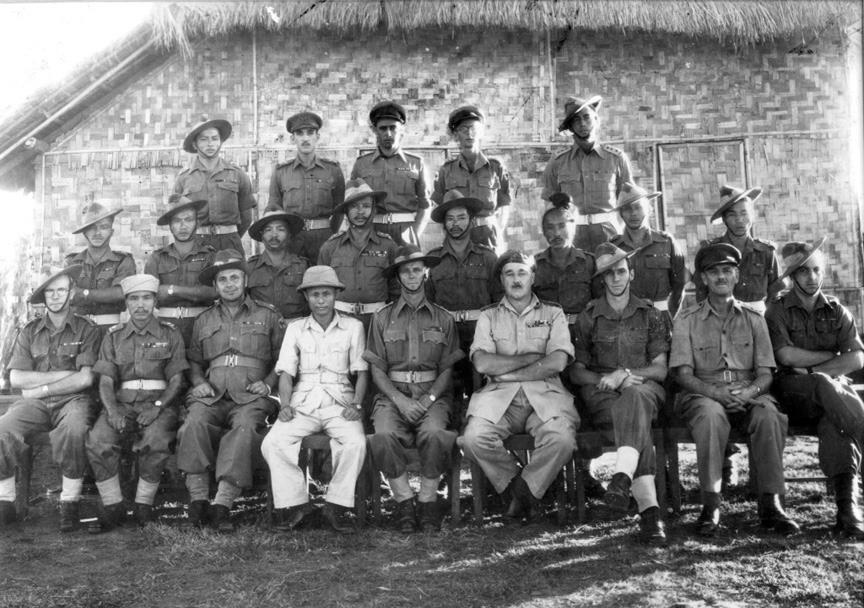
Аун Сан (в яскравому кольорі хакі) з офіцерами британської армії

Японська армія була розбита у більшій частині території Бірми до травня 1945 року. Потім почалися переговори з британцями щодо роззброєння «АФО», яке раніше в березні 1945 року, було перетворено в єдиний фронт, до складу якого входять патріотичні бірманські сили, комуністи та соціалісти, і перейменовано в Антифашистську лігу народної свободи. Якби британський губернатор Бірми Реджинальд Дорман-Сміт, який все ще перебуває у вигнанні в Сімлі, і генерал Вільям Слім домоглися свого, «НАБ» було б оголошено незаконним і було б розпущено. Аун Сан був би заарештований як зрадник за співпрацю з японськими силами та звинувачений у воєнних злочинах. Однак Верховний головнокомандувач Об’єднаних сил Луї Маунтбеттен прагнув уникнути громадянської війни та забезпечити співпрацю Аун Сан, яка мала владу над тисячами сильно політизованих військ.

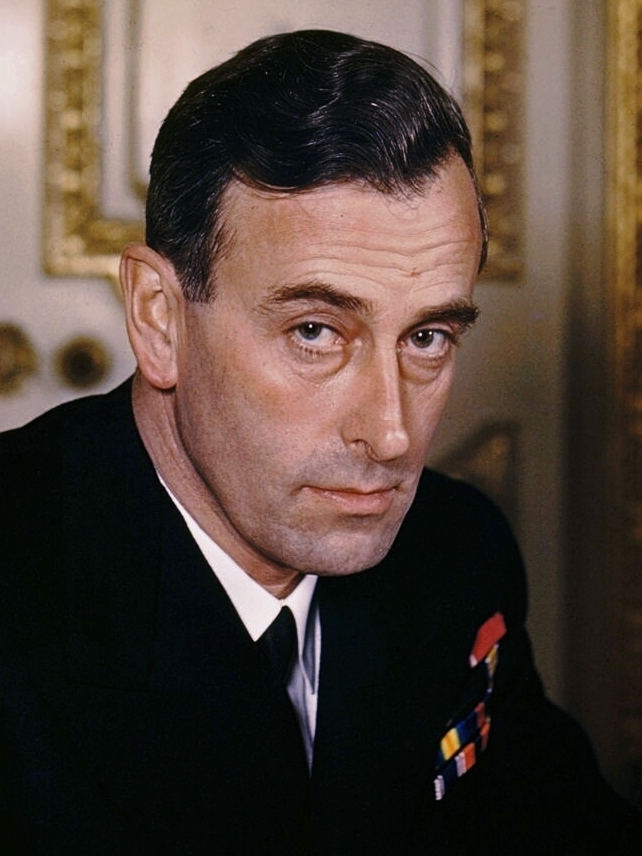
Луїс Маунтбеттен, Верховний головнокомандувач Об'єднаних сил в Південно-Східній Азії

Коли британські сили з тривогою помітили, що війська «ПБС» утримують зброю, готові піти в підпілля, у вересні 1945 року відбулися напружені переговори на конференції в Канді, Цейлон . Аунг Сан, шість командирів «ПБС» і чотири політичних представники «Антифашистської ліги народної свободи» зустрілися з Верховним командуванням об’єднаних сил, лордом Маунтбеттен визнав внесок «НАБ» у перемогу в Бірмі для послаблення напруженості. Британці запропонували близько 5000 ветеранів і 200 офіцерів «ПБС», щоб сформувати ядро післявоєнної армії Бірми під британським командуванням, до якої будуть інтегровані колоніальні батальйони Карен, Качин і Чин. Зрештою, до армії було відібрано лише невелику чисельність військовослужбовців «ПБС», більшість із яких відправили додому з двомісячною зарплатою.
Аун Сану запропонували звання заступника генерального інспектора армії Бірми, але він відмовився після повернення уряду губернатора Дормана-Сміта. Натомість Бо Лет Я отримав цю посаду, тоді як Аун Сан став цивільним політичним лідером в «Антифашистської ліги народної свободи» і лідером «Народної волонтерської організації», нібито ветеранської організації колишньої «НАБ», але насправді воєнізованих сил, які відкрито навчалися в однострої, чисельність якої в кінцевому підсумку досягає 50 000. Він мав замінити «НАБ» як основний засіб стримування як проти британців, так і проти його комуністичних суперників з «Антифашистської ліги народної свободи». Аунг Сан став головою «Антифашистської ліги народної свободи» у 1946 році і продовжував більш мирну боротьбу за державну незалежність Бірми до свого вбивства після переважної перемоги «Антифашистської ліги народної свободи» на виборах до установчих зборів у квітні 1947 року. Бірма остаточно стала незалежною (відновила свою державність) 4 січня 1948 року.

### Сучасна оцінка «Армії Незалежності Бірми»
«АНБ» було першим великим кроком на шляху до створення (відновлення) державної незалежності Бірми без участі колоніальних держав, хоча цього результату ніколи не було за «АНБ» чи його наступників. Формування армії допомогло створити міцні зв’язки між військовими та урядом, які все ще присутні в бірманському суспільстві сьогодні. Крім того, «АНБ» досягло результатів у своїй потребі об’єднати бірманців як єдину політичну націю замість багатьох різних менших національних держав. Багато вчених  пояснюють провал «АНБ» через брак ресурсів, відсутність сильного адміністративного контролю та невключення як високогірних, так і низинних регіонів Бірми. Проте «АНБ» стало першою справді національною бірманською армією і залишається шанованою в незалежній Бірмі сьогодні, а Аун Сан і багато з «Тридцяти товаришів» вважаються національними героями народу й держави.